# 石井美樹
石井 美樹（いしい みき、1989年11月7日 - ）は、日本の元女子インドアバレーボール選手、現ビーチバレー選手。湘南ベルマーレスポーツクラブ（ビーチバレーチーム）所属。

## 来歴
神奈川県藤沢市出身。両親の影響で小学2年よりバレーボールを始める。
大和南高校では2年連続春の高校バレーに出場、またインターハイベスト4など大活躍し、2008年Vプレミアリーグの久光製薬スプリングスに入団した。セッターもこなせるバレーセンスあふれたプレースタイルが魅力である。
2009年5月の黒鷲旗大会以降はレギュラーに定着し、チームの好成績に貢献している。
2010年7月に久光を退団し、2012年6月にJTマーヴェラスに移籍した。2012/13Vプレミアリーグの後半からレギュラーに定着すると、攻守にわたりチームの中核として活躍した。
2014年5月にJTを退団し、同年11月にビーチバレー選手としてJVAビーチバレーボール強化指定候補選手に選出された。
2015年6月に開催されたJVAビーチバレーボールシリーズA開幕戦となる志摩大会に出場し、準優勝を果たした。
2016年3月にシドニーで開催されたビーチバレーアジア選手権で、村上めぐみとペアを組んで出場し銅メダルに輝いた。
2016年5月、湘南ベルマーレスポーツクラブ（ビーチバレーチーム）に所属することを発表。
2017年10月に大阪で開催されたAVCビーチバレーボールアジアツアーグランフロント大阪大会において、銅メダルを獲得した。
2019年4月、アジアツアー・タイ大会で準優勝。ベトナム大会で優勝。日本スポーツ賞競技団体別最優秀賞を受賞。
2020年11月、マイナビジャパンツアー2020で優勝。
2020年東京オリンピックにも村上とペアを組んで出場したが、決勝トーナメント進出決定戦で敗退した。
2024年パリオリンピックには長谷川暁子とのペアで出場。決勝トーナメント進出を果たした。

## 人物
2018年11月、男子バレー選手・越川優との結婚をInstagramで発表した。その後、「週刊文春」2022年1月13日発売号で離婚が報じられた。

## 球歴
- オリンピック - 2020年・2024年

## 所属チーム
- 辻堂小
- 湘洋中
- 大和南高校
- 久光製薬スプリングス（2008-2010年）
- JTマーヴェラス（2012-2014年）